# 灰叶乌饭
灰叶乌饭（学名：Vaccinium glaucophyllum），为杜鹃花科越桔属下的一个植物种。